# Goffredo Unger
Goffredo Unger (* 6. Juni 1933 in Oslo; † Mai 2009) war ein italienischer Stuntman und Schauspieler.
Unger, der unter zahlreichen Pseudonymen auftrat (meist als Freddy Unger), arbeitete seit Mitte der 1950er Jahre für das italienische Genrekino als Waffenmeister, Stuntman und -koordinator sowie als Nebendarsteller, aber auch als Regieassistent in etwa 130 Filmen. Besonders oft wurde der blonde, meist bärtige Unger in Italowestern eingesetzt.

## Filmografie (Auswahl)
- 1959: Hadschi Murad – Unter der Knute des Zaren (Agi Murad, il diavolo bianco)
- 1964: Soraya – Sklavin des Orients (Anthar l'invincibile)
- 1965: Orion-3000 – Raumfahrt des Grauens (Il pianeta errante)
- 1967: Dämonen aus dem All (La morte viene dal pianeta Aytin)
- 1967: Von Angesicht zu Angesicht (Faccia a faccia)
- 1968: Auf die Knie, Django (Black Jack)
- 1968: Django – Melodie in Blei (Uno di più all'inferno)
- 1968: Fünf blutige Stricke (Joko, invoca dio… e muori)
- 1968: Lauf um dein Leben (Corri uomo corri)
- 1968: Von Django – mit den besten Empfehlungen (Uno dopo l'altro)
- 1969: 36 Stunden in der Hölle (36 ore all'inferno)
- 1970: L’oro dei bravados
- 1971: Das Auge der Spinne (L'occhio del ragno)
- 1971: Knie nieder und friß Staub (Anda muchacho, spara!)
- 1971: Lo chiamavano King
- 1971: Man nennt mich Halleluja (Testa t’ammazzo, croce… sei morto! Mi chiamano Alleluja)
- 1972: Beichtet Freunde, Halleluja kommt (Il West ti va stretto, amico… è arrivato Alleluja)
- 1972: Ein Halleluja für Spirito Santo (Un oomo avvisato mezzo ammazzato… Parola di Spirito Santo)
- 1972: Die Söhne der Dreieinigkeit (I 2 figli dei Trinità)
- 1973: Ci risiamo, vero Provvidenza?
- 1974: Die Teufelsschlucht der wilden Wölfe (Il ritorno di Zanna Bianca)
- 1975: Die Höllenfahrt (Il lupo dei mari)
- 1976: Cop Hunter (Italia a mano armata)
- 1981: Absurd (Rosso sangue)
- 1983: Thunder (Thunder)
- 1984: Monster Shark (Shark: Rosso nell’oceano)
- 1997: Wax Mask (M.D.C. - Maschera di cera)